# Lasius emarginatus
Lasius emarginatus es una especie de hormiga del género Lasius, tribu Lasiini, familia Formicidae. Fue descrita científicamente por Olivier en 1792.

## Distribución
Se distribuye por los Estados Unidos, Armenia, Azerbaiyán, China, Georgia, Irán, Israel, Turquía, Albania, Andorra, Austria, islas Baleares, Bielorrusia, Bélgica, Bulgaria, islas del Canal, Croacia, República Checa, Francia, Alemania, Gibraltar, Grecia, Hungría, Italia, Luxemburgo, Macedonia, Malta, Moldavia, Mónaco, Montenegro, Polonia, Portugal, Rumania, Rusia, Eslovaquia, Eslovenia, España, Suiza, Ucrania y Reino Unido.

## Hábitat
Habita sobre troncos, en el suelo, el forraje y la hojarasca.